# سيرجي أغوستي
سيرجي أغوستي (بالإسبانية: Sergi Agustí)‏ هو مخرج إسباني، ولد في 1967 في برشلونة في إسبانيا.

## وصلات خارجية
- سيرجي أغوستي على موقع IMDb (الإنجليزية)
- سيرجي أغوستي على موقع أول موفي (الإنجليزية)